# Engenharia arquitetônica

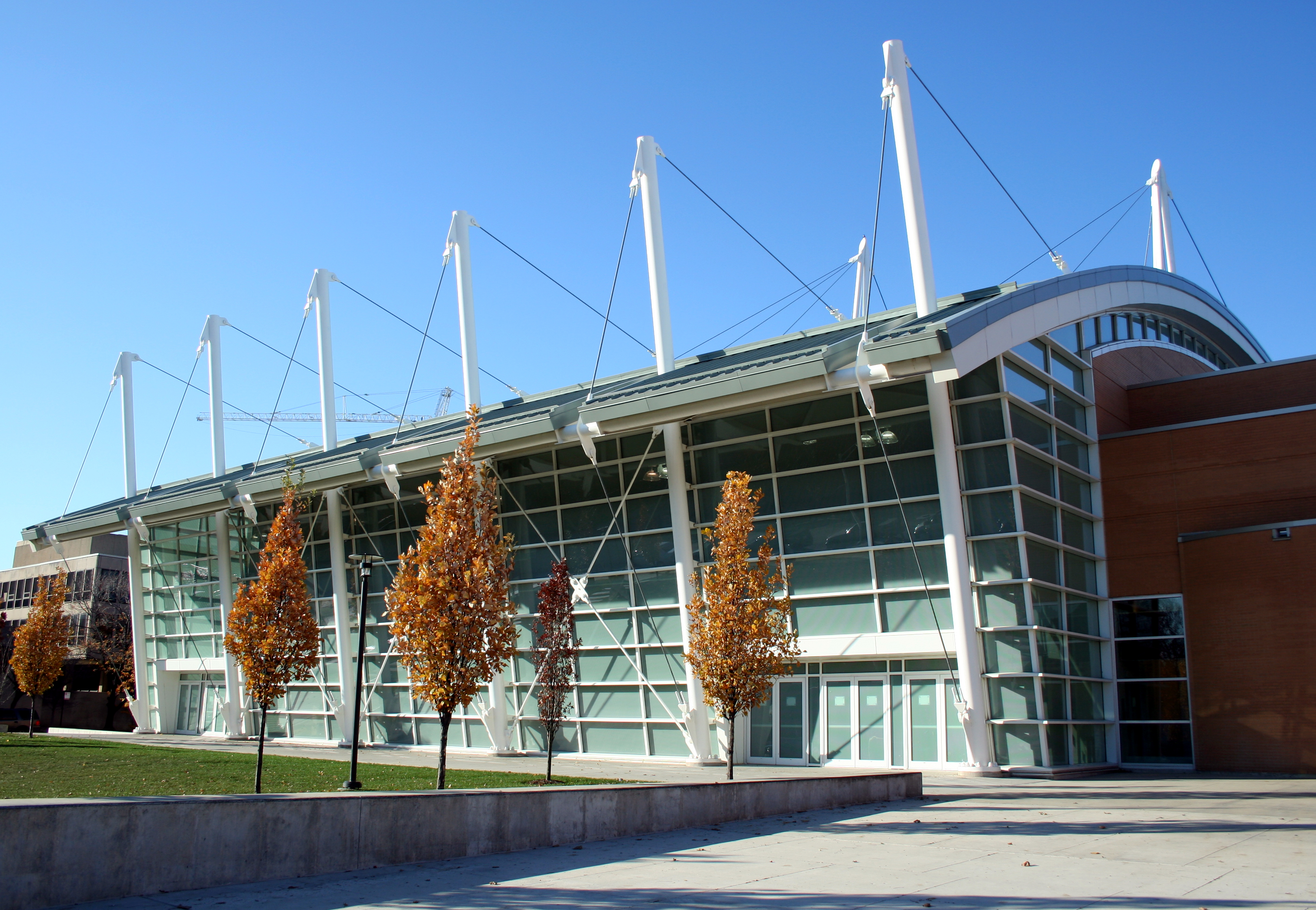
O Ratner Athletic Center, de César Pelli, usa cabos e mastros como dispositivos de suporte de peso.

A engenharia arquitetônica, também conhecida como engenharia de construção, é a aplicação de princípios e tecnologia de engenharia no projeto e construção de edifícios. As definições de um engenheiro arquitetônico podem se referir a:
- Um engenheiro nas áreas de engenharia estrutural, mecânica, elétrica, construção ou outras áreas de projeto e construção de edifícios.
- Um profissional de engenharia licenciado em partes dos Estados Unidos.
- Engenheiros arquitetônicos são aqueles que trabalham com outros engenheiros e arquitetos para projetar e construir edifícios.

## Engenharia paradesigners

### Engenharia estrutural
A engenharia estrutural envolve a análise e o design do ambiente construído (edifícios, pontes, suportes de equipamentos, torres e muros). Aqueles que se concentram em edifícios são algumas vezes informalmente chamados de "engenheiros de construção". Engenheiros estruturais exigem experiência em resistência de materiais, análise estrutural e previsão de carga estrutural, como do peso do edifício, ocupantes e conteúdos, e eventos extremos como vento, chuva, gelo e abalo sísmico de estruturas que é referido como engenharia sísmica. Engenheiros arquitetônicos, por vezes, incorporam estrutural como um aspecto de seus projetos; a disciplina estrutural, quando praticada como especialidade, trabalha em estreita colaboração com arquitetos e outros especialistas em engenharia.

### Mecânica, elétrica e hidráulica (MEH)

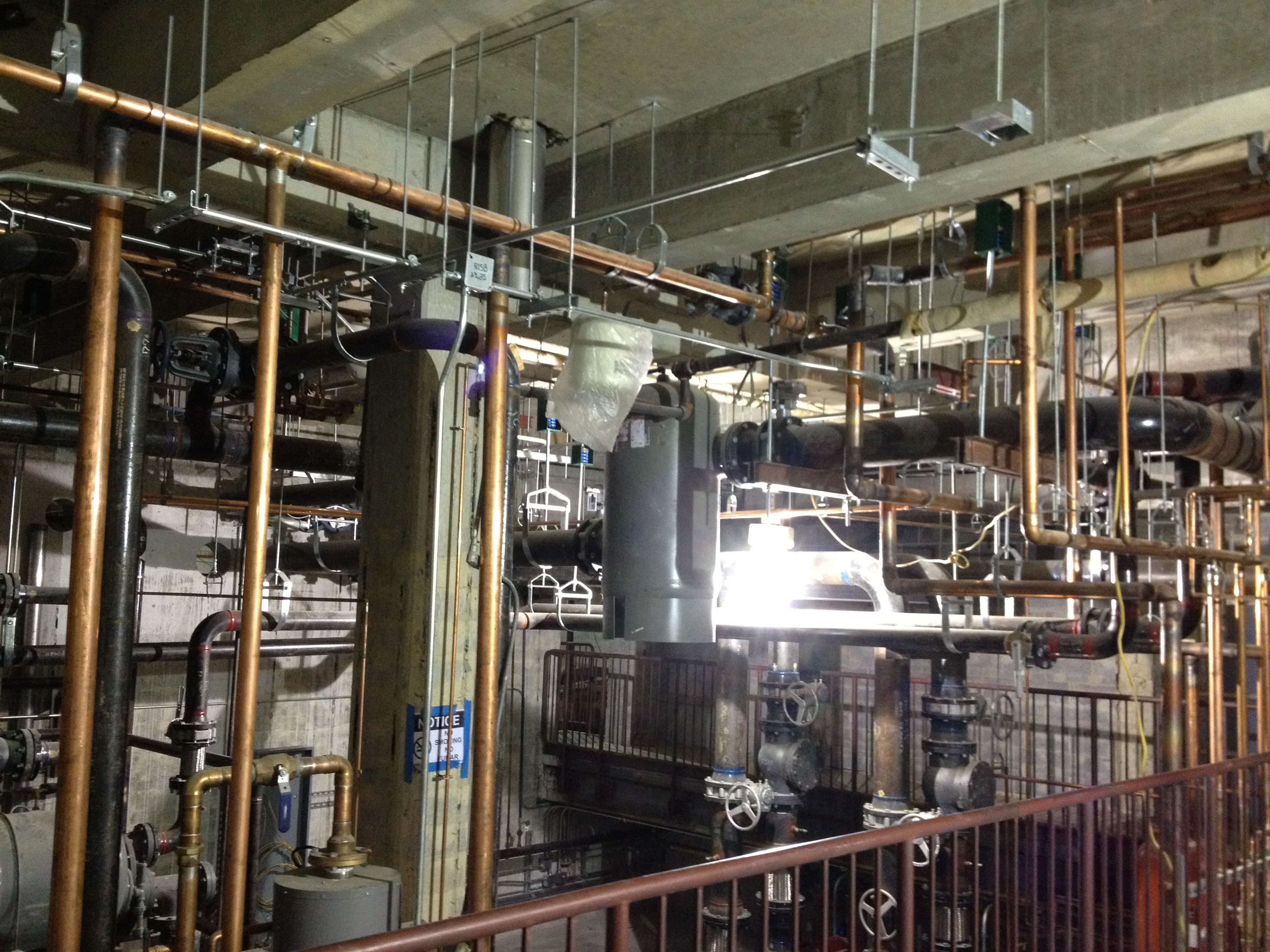
Sala (MEH) em um prédio

Engenheiros de engenharia mecânica e de engenharia elétrica são especialistas, geralmente chamados de (mecânicos, elétricos e hidráulicos) quando engajados nos campos de projeto de construção. Também conhecida como "engenharia de serviços de construção" no Reino Unido, Canadá e Austrália. Os engenheiros mecânicos geralmente projetam e supervisionam os sistemas de aquecimento, ventilação e ar condicionado (HVAC), hidráulicos e pluviais. Os projetistas de encanamento geralmente incluem especificações de projeto para sistemas de proteção contra incêndio ativos simples, mas para projetos mais complicados, os engenheiros de proteção contra incêndio são frequentemente mantidos separadamente. Engenheiros elétricos são responsáveis pela distribuição de energia, telecomunicações, alarme de incêndio, sinalização, proteção contra raios e sistemas de controle do prédio, bem como sistemas de iluminação.

## O engenheiro arquitetônico (PE) nos Estados Unidos
Em muitas jurisdições dos Estados Unidos, o engenheiro arquitetônico é um profissional de engenharia licenciado. Geralmente formada em um programa de universidade de engenharia arquitetônica que prepara os alunos para realizar projetos de construção integral em competição com equipes de engenheiros arquitetônicos; ou para a prática em um dos campos estruturais, mecânicos ou elétricos do projeto do edifício, mas com uma apreciação dos requisitos arquitetônicos integrados.
A educação em engenharia arquitetônica formal, seguindo o modelo de engenharia das disciplinas anteriores, desenvolveu-se no final do século XIX e tornou-se difundida nos Estados Unidos em meados do século XX. Com o estabelecimento de um exame de registro específico da "engenharia arquitetônica" NCEES Professional Engineering na década de 1990 e a primeira oferta em abril de 2003, a engenharia arquitetônica tornou-se reconhecida como uma disciplina de engenharia distinta nos Estados Unidos.
Na maioria das jurisdições licenciadas, os engenheiros arquitetônicos não têm o direito de praticar arquitetura, a menos que também sejam licenciados como arquitetos, e podem estar restritos à prática de engenharia estrutural em tipos específicos de edifícios de maior importância, como hospitais. Regulamentos e práticas habituais variam amplamente por região ou cidade.

## O arquiteto como engenheiro arquitetônico
Em alguns países, a prática da arquitetura inclui planejar, projetar e supervisionar a construção do prédio, e a arquitetura, como uma profissão que presta serviços de arquitetura, é chamada de "engenharia arquitetônica". No Japão, um "arquiteto de primeira classe" desempenha o duplo papel de arquiteto e engenheiro de construção, embora os serviços de um "arquiteto de primeira classe de design estrutural" licenciado sejam necessários para construções em uma determinada escala.
Em algumas línguas, como coreano e árabe, "arquiteto" é traduzido literalmente como "engenheiro arquitetônico". Em alguns países, um "engenheiro de arquitetura" (como o ingegnere edile na Itália) tem o direito de praticar arquitetura e é frequentemente chamado de arquiteto. Esses indivíduos geralmente são também engenheiros estruturais. Em outros países, como Alemanha, Áustria, Irã e a maioria dos países árabes, os graduados em arquitetura recebem um diploma de engenharia (Dipl.-Ing. – Diplom-Ingenieur).
Na Espanha, um "arquiteto" tem formação universitária técnica e poderes legais para realizar projetos de estruturas e instalações de edifícios.
No Brasil, arquitetos e engenheiros compartilhavam o mesmo processo de acreditação (CONFEA - Conselho Federal de Engenharia, Arquitetura e Agronomia). Agora os arquitetos e urbanistas brasileiros têm seu próprio processo de credenciamento (CAU - Conselho de Arquitetura e Urbanismo). Além do treinamento tradicional de arquitetura, os cursos brasileiros de arquitetura também oferecem treinamento complementar em disciplinas de engenharia, como engenharia estrutural, elétrica, hidráulica e mecânica. Após a formatura, os arquitetos se concentram no planejamento arquitetônico, mas podem ser responsáveis por todo o edifício, quando se trata de pequenos edifícios (exceto em fiação elétrica, onde a autonomia do arquiteto é limitada a sistemas de até 30kVA, e tem que ser feita por Engenheiro Eletricista), aplicado a edifícios, ambiente urbano, patrimônio cultural construído, planejamento de paisagem, planejamento de paisagem interior e planejamento regional.
Na Grécia, os engenheiros de arquitetura licenciados são graduados em faculdades de arquitetura pertencentes à Universidade Politécnica, obtendo um "Diploma de Engenharia". Eles se formam depois de 5 anos de estudos e são totalmente titulares de arquitetos quando se tornam membros da Câmara Técnica da Grécia (TEE – Τεχνικό Επιμελητήριο Ελλάδος). O Diploma de Engenharia é igual a um mestrado em unidades ECTS (300) de acordo com os Acordos de Bolonha.

## Educação
Cada um dos ramos de engenharia arquitetônica, estrutural, mecânica e elétrica tem requisitos educacionais bem estabelecidos que geralmente são cumpridos pela conclusão de um programa universitário.

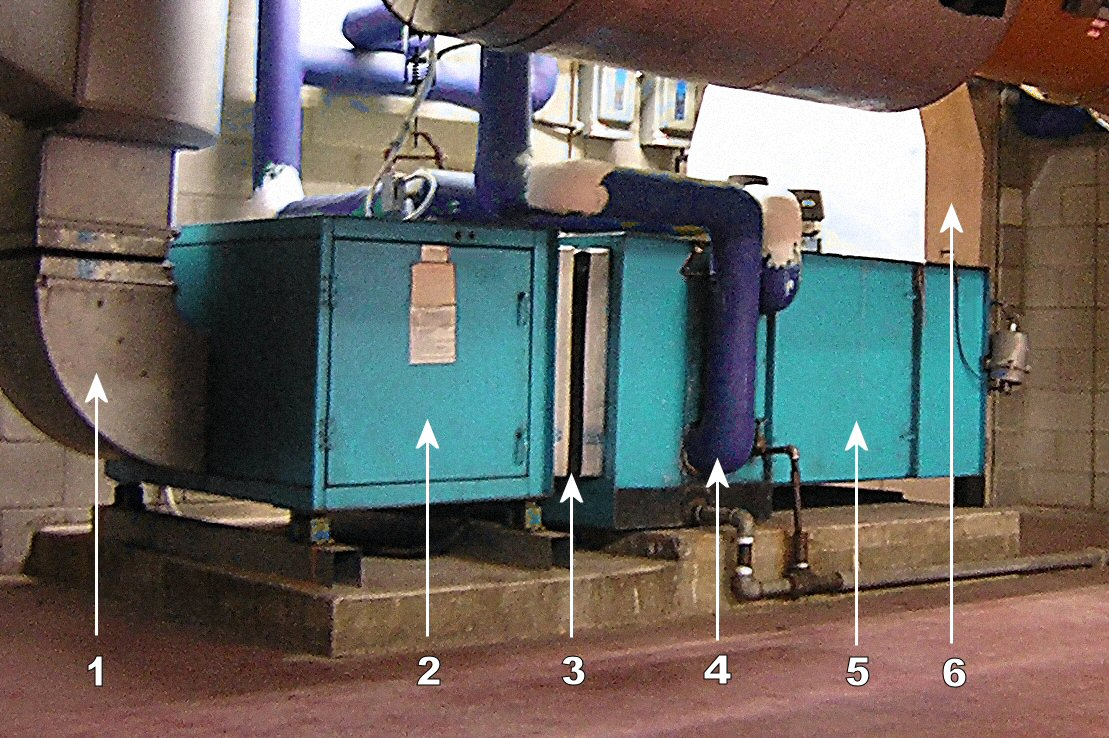
Uma unidade de tratamento de ar é usada para aquecimento e resfriamento de ar em um local central. Reúne conhecimentos de engenharia acústica e HVAC é um exemplo da natureza multidisciplinar da engenharia arquitetônica.

### Engenharia arquitetônica como um campo único de estudo integrado
O que diferencia a engenharia arquitetônica da arquitetura (arquiteto) como um campo de estudo separado e único e integrado, comparado a outras disciplinas de engenharia, é sua abordagem de engenharia multidisciplinar. Por meio de treinamento e apreciação da arquitetura, o campo busca a integração de sistemas de construção dentro de seu projeto geral de construção. Engenharia arquitetônica inclui o projeto de sistemas de construção, incluindo aquecimento, ventilação e ar condicionado (HVAC), encanamento, proteção contra incêndio, elétrica, iluminação, acústica arquitetônica e sistemas estruturais. Em alguns programas universitários, os alunos são obrigados a se concentrar em um dos sistemas; em outros, eles podem receber um diploma geral de engenharia arquitetônica ou de construção.